# 진주 가봉리 숙부인 상산박씨 묘비 및 석인상

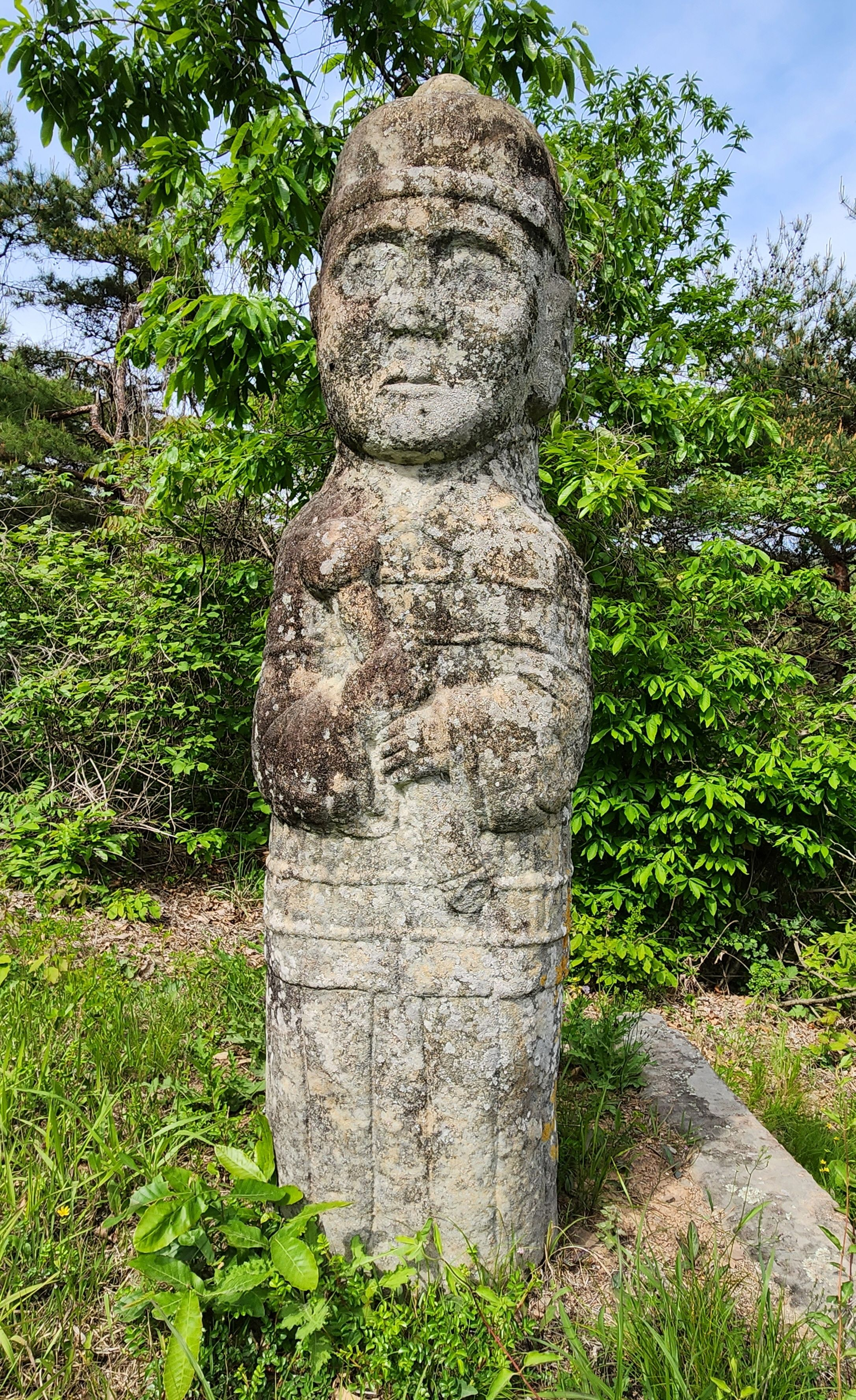
석인상.

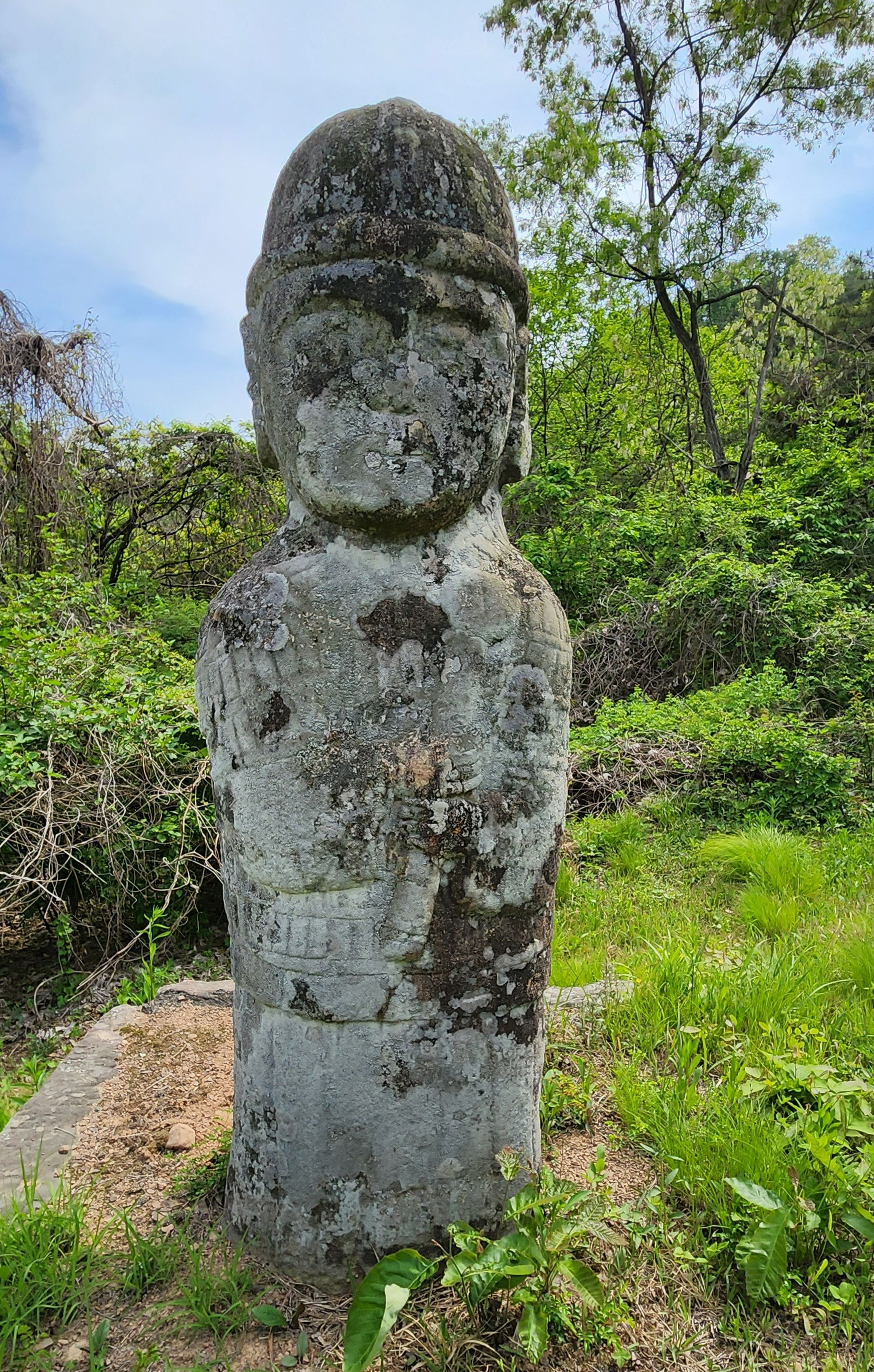
석인상.

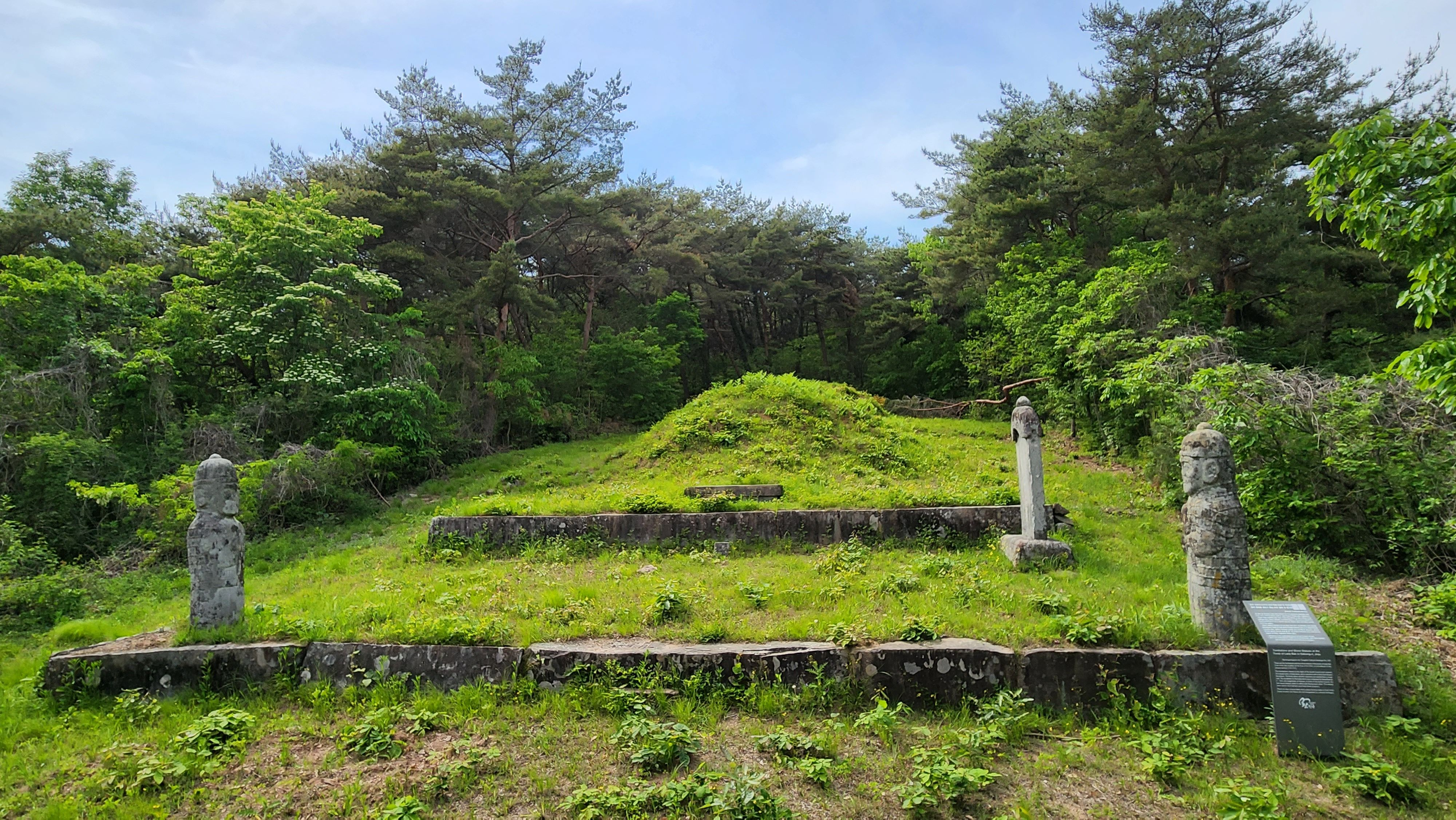
숙부인 묘.

진주 가봉리 숙부인 상산박씨 묘비 및 석인상(晉州 佳峰里 淑夫人 商山朴氏 墓碑 및 石人像)는 대한민국 경상남도 진주시 금곡면 가봉리에 있는 상산박씨 묘비 및 석인상이다. 2012년 12월 27일 경상남도의 유형문화재 제526호로 지정되었다.